# قشلاق حاج‌ایمانلومحتمن
قشلاق حاج‌ایمانلومحتمن روستایی است که در استان اردبیل، شهرستان پارس‌آباد، بخش مرکزی، دهستان قشلاق شمالی قرار دارد.

## جمعیت
بر اساس سرشماری سال ۱۳۸۵ جمعیت این روستا ۲۴۲ نفر با ۴۷ خانوار بوده‌است.